# Kamnik
Kamnik (en allemand : Stein in Krain) est une municipalité au centre-nord de la Slovénie. Elle comprend une grande partie des Alpes kamniques auxquelles elle a donné le nom.

## Géographie

### Localisation
La ville de Kamnik, située au centre-nord, dans la région traditionnelle de la Haute-Carniole, à 23 kilomètres de la capitale Ljubljana. Située dans les Alpes kamniques dont elle a donné le nom, la ville de Kamnik est entourée de collines vertes et de sommets montagneux au nord (le Grintovec culmine à 2558 m) ; la partie méridionale longe les hauts-plateaux de Posavsko.
Selon le géographe Anton Melik, Kamnik est le plus large et le plus important site de la plaine de la rivière de Kamniška Bistrica qui fait partie du bassin de Ljubljana,.

### Climat
Le climat de Kamnik est de type continental, influencé par les Alpes kamniques, qui se traduit par des étés frais et des hivers très froids et enneigés.
Les températures moyennes sont de -1 °C en janvier et de 19 °C en juillet avec une moyenne annuelle de 9 °C.
Le niveau de précipitations s'élève en moyenne à 1 400 mm/an dans la région et le climat, influencé par les Aples kamniques, est très instable, ce qui se caractérise par des pluies bien plus soutenues au nord, près des montagnes, que vers l'est,.

### Démographie
Entre 1999 et 2008, la population de la commune de Kamnik a constamment augmenté pour atteindre une population proche de 29 000 habitants.
Évolution démographique
| 1999   | 2000   | 2001   | 2002   | 2003   | 2004   | 2005   | 2006   | 2007   |
| ------ | ------ | ------ | ------ | ------ | ------ | ------ | ------ | ------ |
| 26 007 | 26 310 | 26 418 | 26 551 | 26 752 | 26 917 | 27 149 | 27 504 | 28 033 |
| 2008   | 2009   | 2010   | 2011   | 2012   | 2013   | 2014   | 2015   | 2016   |
| 28 604 | 28 677 | 28 947 | 29 073 | 29 102 | 29 244 | 29 385 | 29 431 | 29 362 |
| 2017   | 2018   | 2019   | 2020   | 2021   |        |        |        |        |
| 29 416 | 29 487 | 29 686 | 29 925 | 29 989 |        |        |        |        |

## Histoire

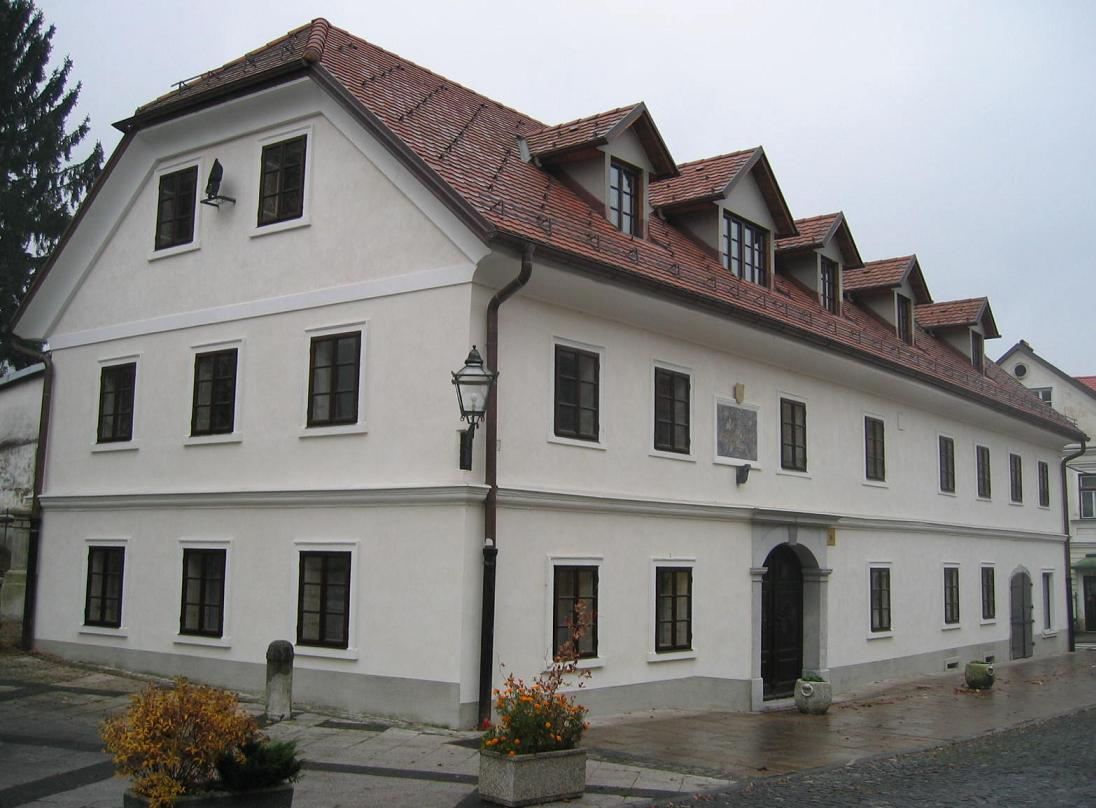
Maison de naissance de Rudolf Maister

La zone de Kamnik fut peuplée dès la Préhistoire mais le nom de Kamnik apparut pour la première fois au XIe siècle, en 1061. et fut mentionné comme ville en 1229. Important comptoir sur la route entre Ljubljana et Celje, la population de Kamnik s'est installée au départ à la confluence entre les rivières de Kamniška Bistrica et de Nevljica, le long d'une importante route marchande qui relie les comtés de Štajerska (actuelle Basse-Styrie) et Kranjska (Carniole), c'est-à-dire la principale voie commerciale entre la Hongrie et Trieste.
La période la plus prospère de la ville date du Moyen Âge, Kamnik comptait en effet quelques familles d'aristocrates parmi ses habitants et fut l'un des centres les plus influents pour les comtes bavarois. Les châteaux Mali Grad (Le Petit château), Stari Grad (Vieux château, aujourd'hui en ruines) et le monastère franciscain construits dans la ville témoignent de l'importance de la ville. Le palais Zaprice, construit en dehors de la ville, fut quant à lui édifié au XVIe siècle. Parmi ces comtes bavarois, les comtes d'Andechs, famille féodale importante en Europe, étaient propriétaires de la zone de Kamnik. D'origine franconienne, la famille arriva au sud de la Bavière avant de s'installer dans la région slovène. Pendant longtemps, Kamnik était le centre de leur vaste propriété qui s'étendait à l'aire de l'entière municipalité de Kamnik, de Kranj à Ločica. Leur fortune et leur importance s'exprimaient par l'argent qu'ils regroupaient au Mali Grad, où, après 1220, ils commencèrent à reproduire des pièces avec l'inscription Civitas Stein (ville de Kamnik). La ville médiévale de Kamik était protégée par des murailles, de nombreuses tours de défense et quatre portes de ville. Le commerce et l'artisanat ont permis à la ville de se développer, les marchands de Kamnik étant largement connus, à Trieste, Reka (municipalité de Cerkno) et Piran.
À partir du XIVe siècle, Kamnik devint le siège de la cour provinciale et elle fut temporairement la capitale de la Carniole et, plus tard, elle devient la ville de province la plus influente après Ljubljana. Au XVIIe siècle, Kamnik déclina au profit de Trojane, mieux située pour le commerce. Menacée par les Turcs, elle dut subir la peste, le séisme de 1511) et de nombreux incendies.
Jusqu'en 1918, la ville (au nom bilingue de STEIN IN KRAIN - KAMNIK) fait partie de la monarchie autrichienne (empire d'Autriche), puis Autriche-Hongrie (Cisleithanie après le compromis de 1867), chef-lieu du district de même nom, l'un des 11 Bezirkshauptmannschaften en province de Carniole.

### Industrie et tourisme
Le bureau de poste Stein in Krain ouvre le 1er juin 1850.
L'industrie s'est développée à Kamnik à partir de la deuxième moitié du XIXe siècle, grâce notamment aux travaux de l'industriel Alojzij Prašnikar, avec l'ouverture en 1857 d'une cimenterie et en 1876, avec la fondation d'une station thermale en se reposant sur les méthodes de guérison de Sebastian Kneipp. Il permit en outre la connexion de la ville au train en 1891. Six ans plus tard, en 1896, l'usine de métallurgie Spalek fait des débuts prometteurs et devint alors Titan. Mais c'est après la Seconde Guerre mondiale que les progrès industriels sont les plus notables avec l'installation d'usines de traitement du bois, d'usines de métallurgie, de plasturgie, d'usines de traitement du cuir, de fabriques de vêtements, de moutarde, d'aliments en conserves. Mais avec le recul du secteur industriel, la plupart des entreprises font un dépôt de bilan ou se redirigent vers des unités plus petites. Aujourd'hui, l'industrie n'est plus le principal facteur de développement de la ville.
En effet, le développement de Kamnik repose sur le secteur tertiaire, en particulier sur le tourisme. La ville compte aujourd'hui deux musées, des galeries et de nombreuses autres institutions culturelles. Ce développement s'accentue en particulier aux alentours du centre-ville avec le développement de boutiques et de résidences.
La grande partie du vieux centre-ville est construit selon un style austro-hongrois et se caractérise par des rues étroites dont les façades médiévales des maisons témoignent de l'architecture baroque. La ville fut, en outre, le lieu de naissance du général Rudolf Maister.

## Patrimoine

### Patrimoine naturel

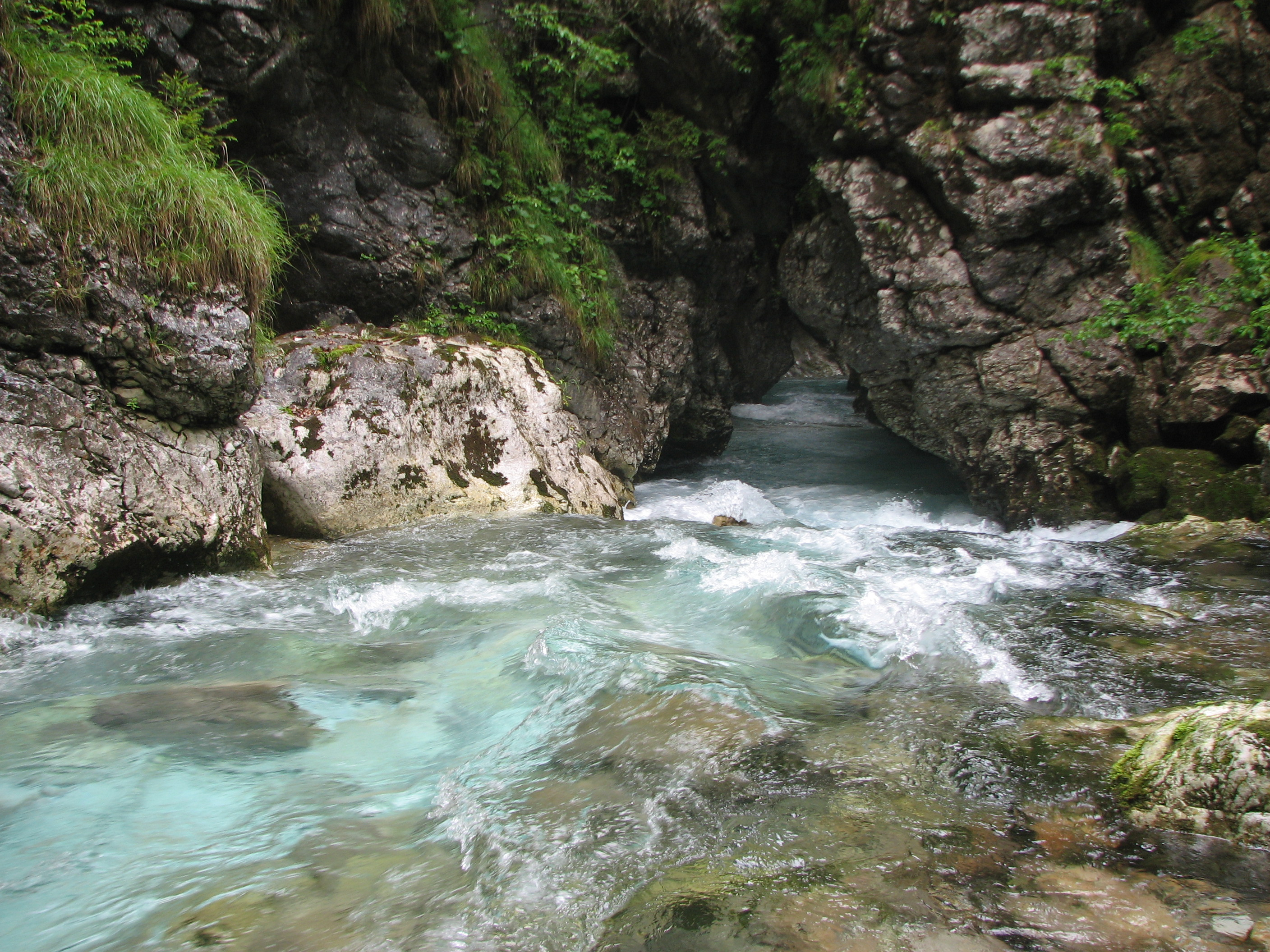
Gorge de Veliki Predoselj

Située dans une région montagneuse restée intacte, la ville de Kamnik a de nombreux sites naturels.
Issue des Alpes kamniques, la rivière de Kamniška Bistrica prend sa source dans un petit lac artificiel et coule à travers les gorges de Veliki Predaselj, profonde de 30 mètres et de Mali Predaselj qui en fait la moitié, coincées toutes les deux par une pierre naturelle à environ 550 m d'altitude. Elle coule également à travers la chute d'eau d'Orglice, nommé ainsi selon certains par la présence de nids d'aigles (orli) dans la vallée de Kamniška Bela ; selon d'autres par le son qu'elle produit, semblable au son d'un harmonica (orglice).
Situé le long de la route entre Kamniška Bistrica et Konec, l'un des nombreux rochers qui ont été déplacés par les glaciers, le Žagana peč (que l'on pourrait traduire littéralement par roche sciée) dont la fissure caractéristique qui sépare le rocher en deux, fait penser qu'il a été scié. D'une largeur de 20 m et d'une hauteur de 8 m, il s'agit d'un lieu intéressant pour les écoles d'alpinisme, les parois du rocher étant propices aux exercices d'escalade,. Autre vestige de l'ancien glacier, le Lepi kamen (beau roc) est constitué de deux rochers d'une longueur et d'une largeur de 10 mètres environ.

Au pied du versant sud-ouest du sommet de Brana, à 920 m, se situe également un grand bloc glaciaire appelé Sivnica, le plus large des Alpes kamniques et qui, selon certains experts, serait aussi le plus large des Alpes du sud-ouest,.
Kamnik abrite la plus grande grotte horizontale des Alpes kamniques, riche en formes souterraines rares, les hérissons d'argonite. Elle abrite aussi des restes d'ossements d'ours, de martres et chauve-souris. La plus importante découverte est celle d'une nouvelle espèce de coléoptère qui a pris le nom de la ville de Kamnik, l'espèce Aphaenopidius Kamnikensis Drovenik,.
L'un des lieux qui composent la municipalité de Kamnik, Klemenčevo permet l'accès aux chutes d'eau de Korošak, composées de 9 chutes d'eau et de cascades se répartissant sur une altitude entre 730 et 1 050 m et dont la plus grande mesure 20 mètres de hauteur.

### Patrimoine culturel et artistique
Grâce à son histoire riche, Kamnik bénéficie d'un vaste patrimoine culturel bien conservé, avec ses châteaux, ses édifices religieux, ses musées et ses galeries.

#### Patrimoine architectural
L'un des principaux sites de Kamnik est le Mali Grad (Le Petit château) ; la chapelle, à deux niveaux, est le seul vestige du château médiéval dont la famille des puissants comtes d'Andechs a fait l'acquisition pour la première fois. Elle a été construite aux alentours du XIe siècle selon certaines sources ; le niveau supérieur de la chapelle a un style typiquement gothique avec des pendentifs tandis que la partie inférieure est de style baroque avec des portraits de saints.
L'édifice est aussi connu pour sa légende selon laquelle une comtesse, mi-femme, mi-serpent du nom de Veronika, veille sur un trésor caché dans les environs de Mali Grad. Le personnage de Veronika apparaît notamment sur les armoires de la ville de Kamnik, avec une couronne sur la tête.
L'autre château, Stari Grad (Vieux château), aujourd'hui en ruines, se situe sur la montagne de Bergantova gora, à l'est de la ville. Possession des comtes Andeški à partir du début du XIIe siècle, les propriétaires se sont ensuite succédé jusqu'en 1576 avec le dernier propriétaire, Ahacij Turn.
Construit en 1492, près de l'ancienne église gothique Saint-Jacques, le monastère franciscain est un autre site important de Kamnik. Malgré son histoire mouvementée, il reste aujourd'hui un site bien conservé est connu notamment par la chapelle du Saint-Sépulcre (l'une des dernières œuvres de l'architecte Jože Plečnik) et par sa riche bibliothèque franciscaine qui contient les premières éditions incunables de la traduction de la Bible par Jurij Dalmatin avec le Pentateuque (les cinq premiers livres de la Bible, aussi appelés livres de Moïse) parmi les plus de 10 000 autres volumes imprimés avant 1799.
En outre, Kamnik abrite de nombreux autres édifices religieux, notamment l'Église de l’Immaculée Conception, d'origine gothique, construite en 1207 qui fut de nombreuses fois restaurée en raison des incendies et des tremblements de terre avant qu'en 1734, on en construise une nouvelle sous l'initiative du prêtre Maksimilijan Leopold Rasp. L'église baroque actuelle est décorée, sur le toit, par des statues en pierre et le clocher, séparé de l'église, est un vestige de l'église médiévale.
La ville possède trois mémoriaux : un à la mémoire des victimes de la Première Guerre mondiale, le gouvernement austro-hongrois ayant décidé qu'un hôpital pour les blessés du front de Soška (1917-1918) devait être établi dans la ville ; un, au nord de la ville édifié en, en mémoire de Rudolf Maister qui naquit à Kamnik et un troisième dans le parc Evropa, dédié à la libération de la ville, édifié en 1962 par le sculpteur slovène Drago Tršar.

#### Musées et galeries
Toute l'année, des galeries sont ouvertes à Kamnik, dont la galerie Miha Maleš qui porte le nom d'un peintre académicien, natif de la municipalité et lauréat du prix Prešern, la galerie Peroz et la galerie Majolika qui accueille les expositions d'artistes slovènes et étrangers.
Le Château Zaprice, abritant actuellement le musée intercommunal, est un château bâti au XVIe siècle par Jurij Lamberg qui réunit durant la Réforme protestante les luthériens de Kamnik.
Premier musée privé de Slovénie, le musée de Sadnikar a été fondé par le vétérinaire et collectionneur Josip Nikolaj Sadnikar en 1893 ; il y regroupe une collection de vieux outils du Moyen Âge, des objets profanes et d'église, de véritables tapis de Perse, des costumes nationaux originaux, des peintures d'artistes slovènes entre autres.
Parmi les autres musées de Kamnik, on compte la maison musée de Budnar, la cabane Preskar, seul exemple préservé de cabane ovale de haute montagne slovène et le musée du rhinocéros pygmy.

## Jumelages
La ville de Kamnik est jumelée avec :
- Andechs (Allemagne)
- Trofaiach (Autriche)
- Budva (Monténégro)

## Galerie de photos
Voir aussi la galerie dans Wikimedia.

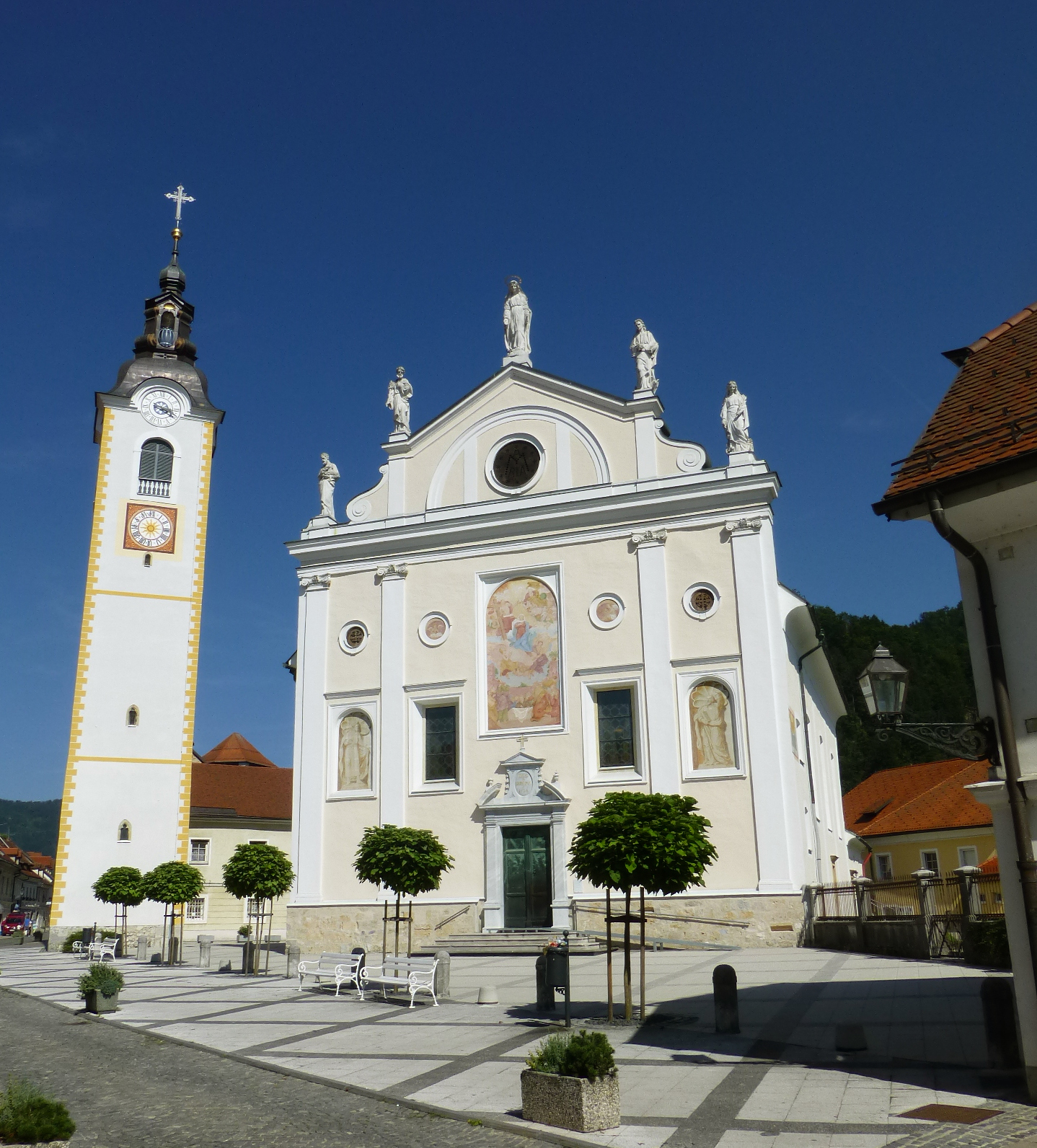
Église de la Vierge Marie
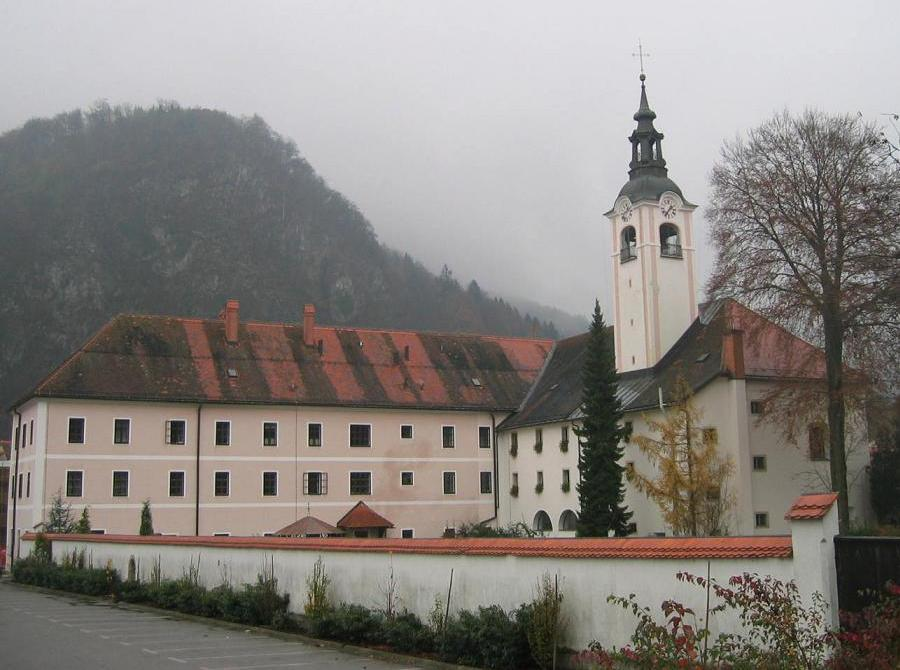
Monastère franciscain
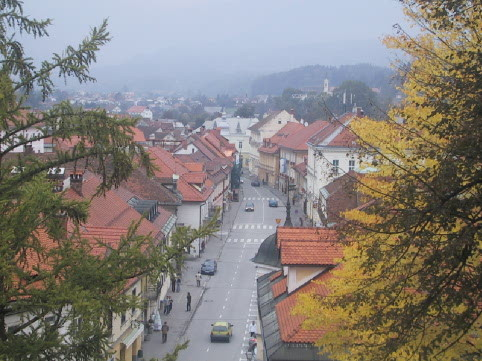
Kamnik